# Тодор Кабакчиев
Тодор Цветанов Кабакчиев е български музикален деец, композитор и диригент.

## Биография
Роден е на 7 август 1949 г. в гр. Свищов. Средното си образование получава в Търговска гимназия (Свищов), носеща името на дарителя Димитър Хадживасилев. Първите уроци по музика получава от баща си. Научава се да свири на пиано, акордеон и тромпет. Любовта към музиката го отвежда в Академия за музикално, танцово и изобразително изкуство в гр. Пловдив, където получава висшето си образование.
От 1977 г. до 1993 г. е диригент на Първи български хор „Янко Мустаков“ (създаден от Янко Мустаков) в Свищов. Под негово ръководство хорът завоюва най-големите си отличия в цялата своя история. През 1980 г. е първата голяма изява на обновения от Кабакчиев хор на Събора на хоровете от крайдунавските градове. Тази проява донася висока оценка за младия диригент. В същата година хорът изнася концерти в Будапеща, Дебрецен и Мишколц в Унгария.
През 1982 г. за първи път се провеждат Свищовски хорови празници, които стават традиционни за крайдунавския град. Две години по-късно, през 1984 г. свищовският хор получава звание „Представителен“ на републиканския хоров фестивал във Варна.
През 1985 г. маестро Тодор Кабакчиев дирижира хорови концерти в Атина, Лариса и Коринт в Гърция. Три години по-късно маестро Кабакчиев получава награда за диригентско майсторство, а ПБХ извоюва едновременно три награди (I, II, III) на международния конкурс в Полдхайм – Германия, и изнася концерт в Кременчуг – Украйна.
През 1990 г. маестрото и ръководеният от него хор получават три награди – една първа и две втори на международния конкурс в град Кантонигрос, Испания, а през 1991 г. пленяват с музиката си гръцката публика в град Превеза.
През 1992 г. Хор „Янко Мустаков“ получава Специалната награда на Събора на хоровете от крайдунавските градове. Същата година хорът е поканен да изнесе концерти в Санта Джустина – Италия, оценени от италианските медии като блестящи.
БНТ създава и излъчва 30-минутен филм за Свищовския хор и неговия диригент. БНР включва в златния си фонд изпълнения на хор „Янко Мустаков“ под диригентството на Тодор Кабакчиев.
Два мандата маестрото е бил председател на Първото Българско Читалище „Еленка и Кирил Д. Аврамови" в Свищов, което под неговото ръководство разнообразява дейността си и отбелязва значителен напредък.
Маестро Кабакчиев написва и дарява музиката на песента „Обичам моя град чудесен“, посветена на родния му град, а също и музиката на химна на Стопанска академия в Свищов.
През 1994 г. маестро Кабакчиев е поканен от Мелина Меркури на работа в Гърция, където работи. Творческата му дейност, изяви и успехи там, са забележителни и достойни за уважение. Създава хор в град Нафпактос, който за кратко време става световноизвестен. Основава международен хоров конкурс на името на световноизвестния гръцки композитор Микис Теодоракис. Кабакчиев организира и провежда блестящо петте издания на конкурса.
За това му постижение, което превръща град Нафпактос в международен център на хоровото изкуство, общинското ръководство го награждава със сребърно отличие, а за цялостния му принос за развитието на хоровото изкуство – със златно отличие.
Постигнатите от него национални и международни успехи и приноса му за развитието на хоровото дело в Свищов дават основание на Общински съвет – Свищов да го удостои със званието „Почетен гражданин на град Свищов“.

## Награди и отличия
- „Почетен гражданин на град Свищов“ с Решение № 655, Протокол № 41 от 21.05.2002 г. на Общински съвет – Свищов.
- Сребърно отличие за организацията и провеждането на хоровия фестивал „М. Теодоракис“ от общинското ръководство на гр. Нафпактос – Гърция.
- Златно отличие за цялостния му принос за развитието на хоровото изкуство в Гърция.